# Carillon du Mont des Arts

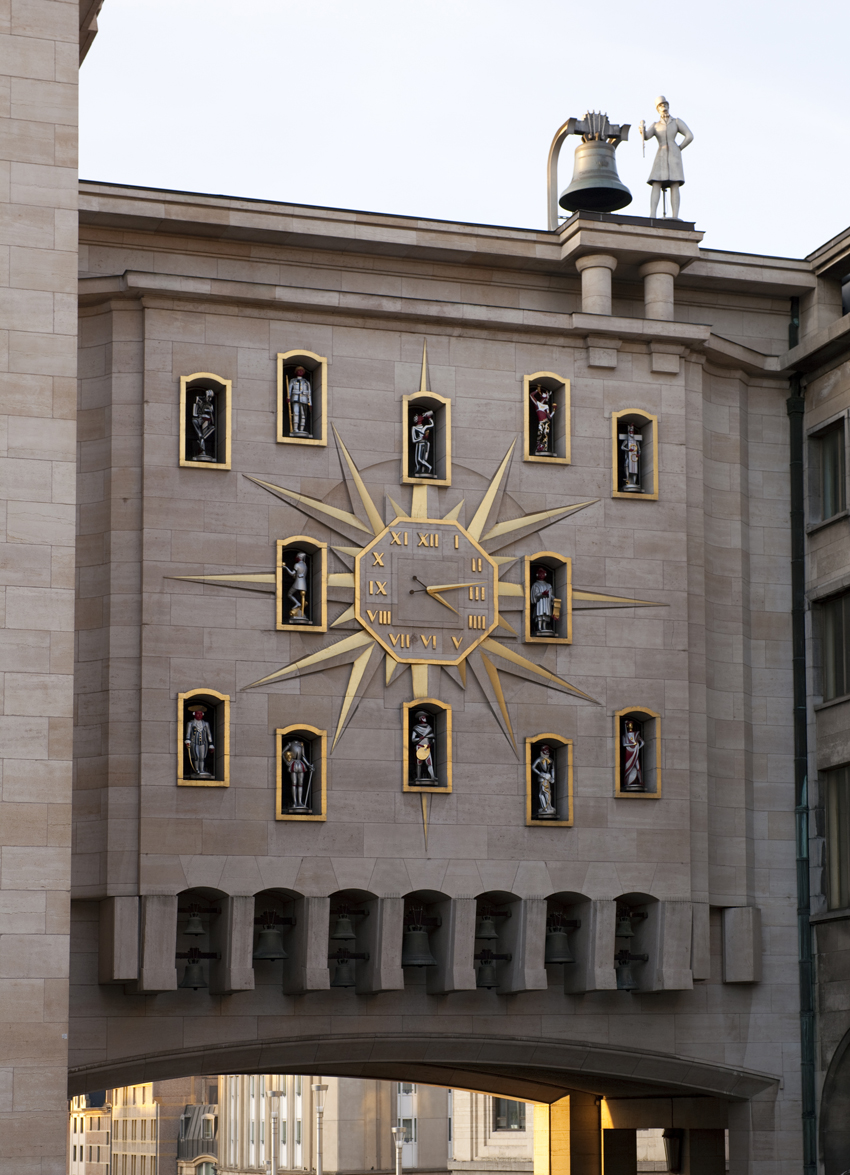
Carillon du Mont des Arts

Le carillon du Mont des Arts est situé à Bruxelles, au Mont des Arts. Le carillon est composé de vingt-quatre cloches produites par la fonderie de cloches Paccard et est visible sur la façade du Palais de la Dynastie.
L’horloge en forme d’étoile à douze branches sur la façade a été conçue par Jules Ghobert.

## Description
Le carillon est conçu pour diffuser alternativement d’un jour à l'autre, deux airs folkloriques, l’un wallon, l’autre flamand : Où  peut-on être mieux (de André Grétry) et Beiaardlied (de Peter Benoit). En partant de midi, le quart donne le fragment de l’air Grétry, à la demi-heure, la moitié de l’air, aux trois quarts quelques mesures de plus, l’heure qui suit l’air entier. Le quart d’heure qui suit fera sonner un petit fragment de l’air de Peter Benoit, puis la moitié à une demi-heure et ainsi de suite. Le même air se répète toutes les deux heures.
Le jaquemart, un bourgeois coiffé d’un haut-de-forme à la mode de 1830, sculpture d’Henri Albada, surmonte le carillon et sonne les heures, celui-ci et onze cloches sont visibles.
En certaines circonstances, le carillon sonne la Brabançonne de François Van Campenhout.